# گوپلوجه (گوموش‌حاجی‌کوی)
گوپلوجه (به ترکی استانبولی: Güplüce) یک منطقهٔ مسکونی در ترکیه است که در گوموش‌حاجی‌کوی واقع شده‌است.